# Keio Challenger 2009 - Doppio
Il doppio  del Keio Challenger 2009 è stato un torneo di tennis facente parte dell'ATP Challenger Tour 2009.
Tomáš Cakl e Marek Semjan non hanno difeso il titolo vinto nel 2008.
Yang Tsung-hua e Yi Chu-huan hanno battuto in finale Aleksej Kedrjuk e Junn Mitsuhashi con il punteggio di 6(9)–7, 6–3, [12–10].

## Teste di serie
1. Martin Fischer /  Philipp Oswald (primo turno)
2. Andis Juška /  Aleksandr Kudrjavcev (primo turno)

1. Aleksej Kedrjuk /  Junn Mitsuhashi (finale)
2. Sadik Kadir /  Alexander Sadecky (semifinali)

## Tabellone

### Legenda
| - Q = Qualificato - WC = Wild card - LL = Lucky loser | - ALT = Alternate - SE = Special Exempt - PR = Protected Ranking | - w/o = Walkover - r = Ritirato - d = Squalificato |

### Finali
|  | Semifinali | Semifinali             | Semifinali             | Semifinali | Semifinali |  |  | Finale | Finale                 | Finale | Finale | Finale |  |
|  |            |                        |                        |            |            |  |  |        |                        |        |        |        |  |
|  |            | T-h Yang C-h Yi        | T-h Yang C-h Yi        | 7          | 6          |  |  |        |                        |        |        |        |  |
|  | 4          | S Kadir A Sadecky      | S Kadir A Sadecky      | 64         | 4          |  |  |        | T-h Yang C-h Yi        | 69     | 6      | [12]   |  |
|  | 3          | A Kedrjuk J Mitsuhashi | A Kedrjuk J Mitsuhashi | 7          | 6          |  |  | 3      | A Kedrjuk J Mitsuhashi | 7      | 3      | [10]   |  |
|  |            | Y Sugita T Suzuki      | Y Sugita T Suzuki      | 5          | 3          |  |  |        |                        |        |        |        |  |